# Provozovatel dráhy

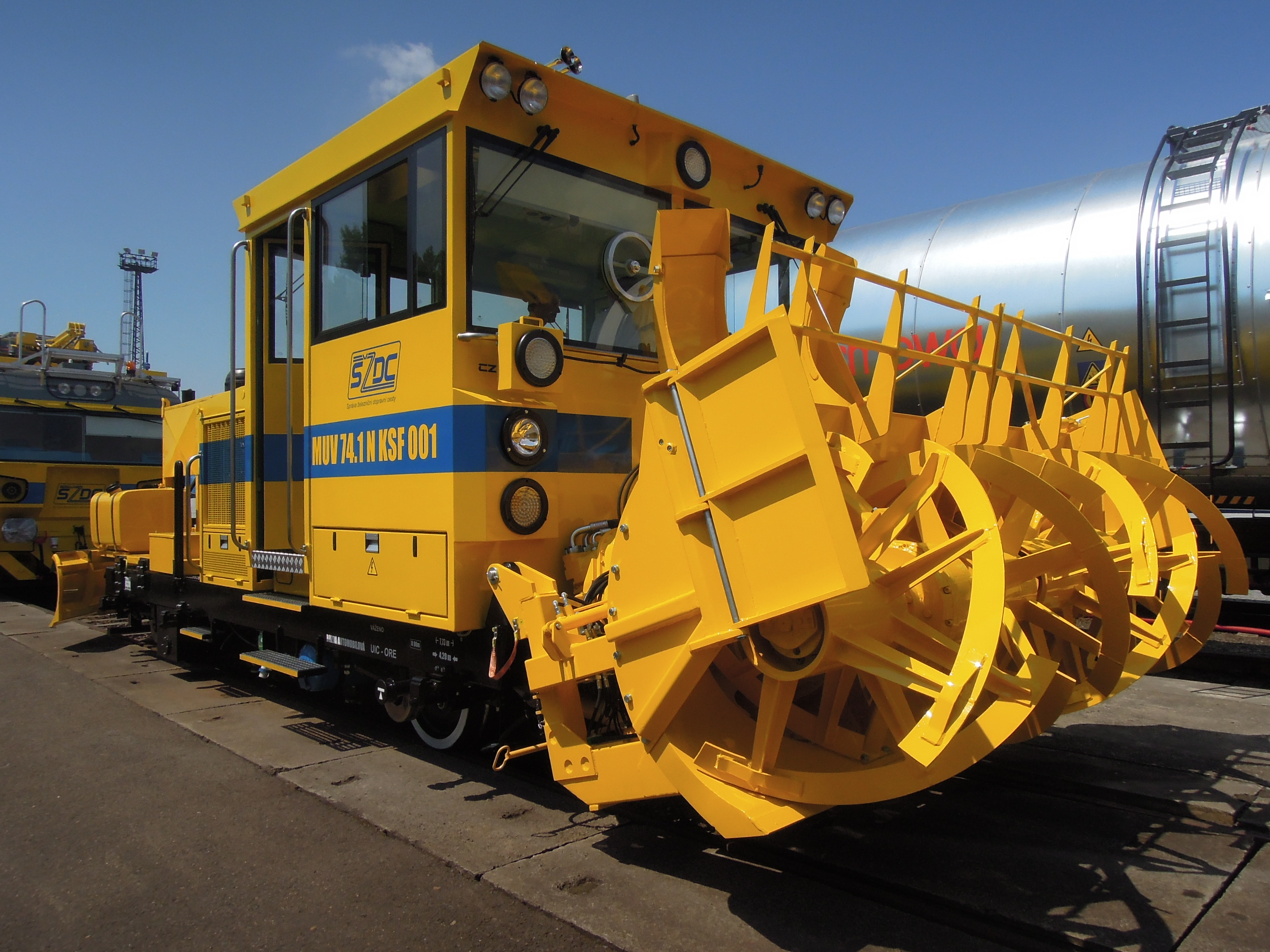
Pracovní stroj českého provozovatele dráhy SŽDC (dnešní Správa železnic)

Provozovatel dráhy (někdy označovaný též jako manažer infrastruktury) je fyzická nebo právnická osoba, která provozuje dráhu, tj. provádí činnosti, kterými se zabezpečuje a obsluhuje dráha a organizuje drážní doprava.
Každá dráha může mít vždy jen jednoho provozovatele, který je držitelem úředního povolení pro danou dráhu. Úřední povolení vydává příslušný drážní správní úřad. Provozovatel dráhy je ke své činnosti smluvně pověřen vlastníkem dráhy, pokud jím není sám.
Provozovat dráhu znamená vytvářet základní podmínky pro provozování drážní dopravy. K provozování dráhy je nutná vlastní dráha, tj. kolejíště, železniční mosty, osvětlení kolejiště, zabezpečovací zařízení a zaměstnanci, kteří k provozování dráhy bezprostředně patří, např. výpravčí, hradlař, mazač výměn, údržbáři telefonů, osvětlení, sdělovacího a zabezpečovacího zařízení, traťoví dělníci atd.

## Úřední povolení
Provozovateli dráhy může být uděleno úřední povolení za podmínek že mj.:
- fyzická osoba, nebo její odpovědný zástupce, jsou svéprávní, jsou starší 21 let, a alespoň jeden z nich je odborně způsobilý, tzn.:
  - má ukončené VŠ vzdělání ekonomické, technické, dopravní nebo právní a má praxi v délce tří let v řídící činnosti při provozování dráhy, nebo
  - má ukončené ÚSO vzdělání ekonomické, technické nebo dopravní a má praxi v délce pěti let v řídící činnosti při provozování dráhy,
- oba jsou bezúhonní, tj. nebyli odsouzeni za trestný čin spáchaný z nedbalostí který souvisí s povolovanou činností nebo za jakýkoliv jiný úmyslný trestný čin,
- jedná-li se o provozovaní dráhy celostátní nebo regionální prokáže finanční dostatečnost rozvahou za roční období s kalkulací:
  - všech příjmů,
  - všech výdajů na provozování dráhy a údržbu,
  - uvede všechny dlužníky a věřitele.
- předloží doklad stvrzující, že dráha je technicky způsobilá k provozování, tj. má průkaz způsobilosti.

## Povinnosti provozovatele dráhy
provozovatel dráhy je mj. povinen: (stručný výčet)
- provozovat dráhu podle podmínek stanovených v povolení,
- vydat prováděcí předpisy pro provozování dráhy,
- zajistit odbornou a zdravotní způsobilost osob provozujících dráhu včetně pravidelného školení a přezkušování,
- provozovat určená technická zařízení jen platnými průkazy způsobilosti,
- zamezit diskriminaci některého z dopravců na úkor druhého, atd.

Neplnění povinností je hodnoceno jako správní delikt a může podle druhu následovat pokuta až do výše 1 mil. Kč.

## Povinnosti vlastníka dráhy
Vlastník dráhy je mj. povinen:
- zajistit provozuschopný stav dráhy
- nechce-li dráhu sám provozovat, je povinen provozování dráhy nabídnout:
  - státu, jedná-li se o dráhu celostátní nebo regionální
  - obcím, v jejichž obvodech dráhy působí, jedná-li se o dráhu tramvajovou, trolejbusovou, speciální nebo lanovou.

Za neplnění povinností může být potrestán obdobně jako provozovatel dráhy.

## Provozovatelé železničních drah

### Česko
Na naprosté většině veřejných železničních drah ve správě Správy železnic je tato od 1. července 2008 i jejich provozovatelem, provozovateli několika kratších regionálních drah jsou však jiné subjekty, která jsou na nich zpravidla i hlavním provozovatelem dopravy:
- Viamont (na tratích Sokolov–Kraslice a Trutnov hlavní nádraží–Svoboda nad Úpou)
- OKD, Doprava (Milotice nad Opavou–Vrbno pod Pradědem)

Provozovatelem svých úzkokolejných drah jsou Jindřichohradecké místní dráhy.
Existuje mnoho provozovatelů drah, kteří provozují především vlečky. Protože jsou na provozovatele vlečky kladeny z hlediska platné legislativy náročné požadavky, na mnoha větších i menších vlečkách již došlo k outsourcingu provozování dráhy, kterým se nyní zabývají specializované firmy. Mezi ně patří také významní dopravci, např. Viamont, Unipetrol Doprava, OKD, Doprava, ale i České dráhy. Na většině vleček vykonává provozovatel dráhy zároveň funkci provozovatele drážní dopravy. To samozřejmě není vždy pravidlem, nehledě na to, že provozovatelů drážní dopravy může být na dané dráze několik.
K 12. červnu 2017 bylo provozovatelem celostátní dráhy a regionálních drah v ČR těchto osm subjektů:
| Subjekt                        | Provozované tratě                                                         |
| ------------------------------ | ------------------------------------------------------------------------- |
| Advanced World Transport       | Milotice nad Opavou - Vrbno pod Pradědem                                  |
| AŽD Praha                      | Čížkovice - Obrnice, Dolní Bousov - Kopidlno                              |
| České dráhy                    | kolejiště některých dep kolejových vozidel a regionálních správ majetku   |
| Jindřichohradecké místní dráhy | Jindřichův Hradec - Obrataň, Jindřichův Hradec - Nová Bystřice            |
| KŽC Doprava                    | Česká Kamenice - Kamenický Šenov                                          |
| PDV Railway                    | Trutnov hl. n. - Svoboda nad Úpou, Sokolov - Kraslice                     |
| SART-stavby a rekonstrukce     | Šumperk - Sobotín, Petrov nad Desnou - Kouty nad Desnou                   |
| Správa železnic                | Tratě v majetku České republiky a trať Sedlnice – Mošnov, Ostrava Airport |

Postupem času došlo k drobným změnám a k 1. únoru 2023 byli provozovatelé následující:
| Subjekt                    | Provozované tratě                                                         |
| -------------------------- | ------------------------------------------------------------------------- |
| AŽD Praha                  | Čížkovice - Obrnice, Dolní Bousov - Kopidlno                              |
| České dráhy                | vybraná provozní a údržbová zázemí (Bohumín, Děčín, Praha jih)            |
| KŽC Doprava                | Česká Kamenice - Kamenický Šenov                                          |
| PDV Railway                | Trutnov hl. n. - Svoboda nad Úpou, Sokolov - Kraslice                     |
| PKP Cargo International    | Milotice nad Opavou - Vrbno pod Pradědem                                  |
| SART-stavby a rekonstrukce | Šumperk - Sobotín, Petrov nad Desnou - Kouty nad Desnou                   |
| Správa železnic            | tratě v majetku České republiky a trať Sedlnice – Mošnov, Ostrava Airport |

#### Střet zájmů v Českých drahách
Zároveň se zřízením státní organizace Správa železniční dopravní cesty (SŽDC) na ni bylo převedeno vlastnictví většiny tratí, nicméně provozovatelem drah zůstaly ČD. Provozování dráhy (řízení provozu) v Českých drahách a. s. od 1. června 2005, po jejich transformaci, spadalo pod náměstka pro nákladní dopravu. Sdružení železničních společností požadovalo, aby provozování dráhy (řízení provozu) v Českých drahách bylo zcela odděleno od ostatních složek tohoto podniku. Řízení provozu je podle něj neefektivní a příliš drahé a České dráhy organizují provoz své konkurence, čímž ji mohou znevýhodňovat. Tento stav, kdy dominantní dopravce zároveň provozoval většinu drah, byl podle SŽS i v rozporu s evropskými předpisy. Čl. 6 odst. 3 evropské směrnice č. 91/440/EHS, ve znění pozdějších předpisů, stanoví: „členské státy přijmou opatření nezbytná k zajištění toho, aby funkce určující pro rovný a nediskriminační přístup k infrastruktuře byly svěřeny orgánům nebo firmám, které samy neposkytují žádné železniční dopravní služby. Musí být prokázáno, že tohoto cíle bylo dosaženo, bez ohledu na organizační struktury.“
4. prosince 2007 vláda rozhodla, že od 1. dubna 2008 má být funkce provozovatele dráhy pro celostátní dráhu i regionální dráhy vlastněné státem převedena z Českých drah na SŽDC, včetně výkonných útvarů a činností. K samotnému převodu nakonec došlo k 1. červenci 2008.

#### Zastavení provozu v České Kamenici
5. a 6. srpna 2006 České dráhy na základě vlastního interního nařízení znemožnily jízdy vlaků z muzejní železnice Kamenický Šenov – Česká Kamenice, kde provozuje dopravu historickými výletními vlaky občanské sdružení Klub přátel lokálky, do stanice Česká Kamenice. Podle tiskové zprávy Sdružení železničních společností České dráhy dopravci neposkytly žádné vysvětlení a tímto jednáním porušily platné smlouvy i zákon o dráhách. Zákon o dráhách zaručuje dopravci s platnou licencí provoz i ve stanici, která leží na navazující dráze.
Drážní úřad svým rozhodnutím[zdroj?] odejmul licenci dopravci Klub přátel Lokálky, jelikož DÚ zjistil, že předmětný dopravce provozoval drážní dopravu na regionální dráze bez přidělené kapacity dopravní cesty. Tím porušil § 24, odst. 4 zákona 266/1994 Sb., o dráhách.

### Ostatní státy Evropy
Tento seznam zahrnuje velké provozovatele drah, kteří vznikli zpravidla transformací původních národních železnic. Většina těchto organizací je členem asociace RailNetEurope. V závorce je uvedena délka sítě daného provozovatele dráhy.
- Belgie: Infrabel (3631 km)[4]
- Bulharsko: Nacionalna kompanija Železopătna infrastruktura (5018 km)[4]
- Dánsko: Banedanmark (3241 km)[4]
- Estonsko: Eesti Raudtee (1219 km),[5] Edelaraudtee (222 km)[6]
- Finsko: Väylävirasto (5919 km)[4]
- Francie: SNCF Réseau (29 213 km)[4], Eurotunnel (50 km, částečně ve Velké Británii)[7]
- Chorvatsko: HŽ Infrastruktura (2617 km)[4]
- Itálie: Rete Ferroviaria Italiana (24 278 km)[4]
- Litva: LTG Infra (1868 km)[4]
- Lotyšsko: LatRailNet / Latvijas dzelzceļš (1859 km)[4]
- Lucembursko: Société Nationale des Chemins de Fer Luxembourgeois (275 km)[4]
- Maďarsko: MÁV Magyar Államvasutak (7242 km), Győr-Sopron-Ebenfurti Vasút (509 km, částečně v Rakousku)[4]
- Německo: DB InfraGO (33 241 km)[4]
- Nizozemsko: ProRail (3078 km)[4]
- Polsko: PKP Polskie Linie Kolejowe (27 041 km)[4]
- Portugalsko: Infraestruturas de Portugal (2553 km)[4]
- Rakousko: ÖBB Infrastruktur (4846 km)[4]
- Rumunsko: Compania Naţională de Căi Ferate CFR (10 600 km)[4]
- Rusko: Rossijskije železnyje dorogi (85 200 km)[8]
- Řecko: Ethniku Diachiristi Sidirodromikis Ypodomis (2240 km)[4]
- Severní Makedonie: Makedonski Železnici Infrastruktura (925 km)[4]
- Slovensko: Železnice Slovenskej republiky (3626 km)[4]
- Slovinsko: SŽ-Infrastruktura (1208 km)[4]
- Srbsko: Infrastruktura železnice Srbije (3739 km)[4]
- Španělsko: Administrador de Infraestructuras Ferroviarias (15 290 km), Línea Figueras Perpignan (44 km, částečně ve Francii)[4]
- Švédsko: Trafikverket (12 000 km)[4]
- Švýcarsko: SBB Infrastruktur (7 634 km), BLS AG (449 km)[4]
- Turecko: Türkiye Cumhuriyeti Devlet Demiryolları (11 005 km)[9]
- Ukrajina: Ukrzaliznycja (nad 22 000 km)[10]
- Velká Británie: Network Rail (15 779 km), HS1 (1098 km)[4]

## Provozovatelé městských a lanových drah
Na železniční dráze speciální (metro), tramvajové dráze, trolejbusové dráze a lanové dráze působí obvykle jediný dopravce, který je zároveň i provozovatelem dráhy. Většinou jsou to podniky vlastněné zcela nebo převážně městem (městské dopravní podniky), lanové dráhy provozují též soukromé firmy, jednu lanovou dráhu včetně dopravy na ní provozují i České dráhy.

## Související právní předpisy
- Zákon č. 266/1994 Sb., o dráhách, ve znění novějších zákonů
- Vyhláška MDS č. 429/2001 Sb. o podrobnostech prokazování finanční způsobilosti k provozování dráhy celostátní nebo dráhy regionální, o způsobu prokazování finanční způsobilosti k provozování drážní dopravy na dráze celostátní nebo na dráze regionální a o doplňkových přepravních službách
- Vyhláška MD č. 351/2004 Sb., o rozsahu služeb poskytovaných provozovatelem dráhy dopravci
- Vyhláška č. 501/2005 Sb., o vymezení nákladů provozovatele dráhy spojených s provozováním a zajišťováním provozuschopnosti, modernizace a rozvoje železniční dopravní cesty
- Výměr MF č. 01/2006 ze dne 6. prosince 2005, kterým se vydává seznam zboží s regulovanými cenami (příloha č. 4: maximální ceny a určené podmínky za použití vnitrostátní železniční dopravní cesty celostátních a regionálních drah při provozování drážní dopravy)